# Abetræ
Abetræ (Araucaria araucana), også kendt som Abernes skræk, er et stedsegrønt nåletræ med en kegleformet, senere paraplyagtig vækst.

## Beskrivelse
Hovedstammen er kegleformet med regelmæssige kranse af 5-7 grene. Hovedgrenene er vandrette, senere noget overhængende med opstigende spidser. Barken ses slet ikke på unge træer, for grene og stammer er helt dækket af levende eller døde blade. Først meget gamle stammer får en grå, let furet bark. Bladene sidder skruestillet og taglagt rundt langs skuddet. De er trekantede, med en torn i spidsen og mørkegrønne på begge sider. De enkelte blade kan leve i 10-15 år, men også derefter bliver de siddende, brune og døde, men stadig spidse.
Blomsterne sidder i han- og hunlige stande. Hunstandene udvikler sig på to år til håndboldstore, kuglerunde kogler. Kogler ses sjældent i Danmark, men der er ældre træer hist og her der danner kogler - dog modnes frøene i disse kogler normalt ikke i Danmark.
Rodnettet består af svære, dybtgående hovedrødder med mange siderødder.
Højde x bredde og årlig tilvækst: I hjemlandet 35 x 10 m. Herhjemme næppe mere end 8 x 2,5 m (20 x 20 cm/år), hist og her ses dog højere træer (typisk i østlige og sydlige, kystnære egne af landet). Disse mål kan fx anvendes, når arten udplantes.

## Etymologi
Det botaniske navn skyldes den oprindelig befolkning i Chile, mapuche, som de spanske kolonisatorer af Sydamerika kaldte araucanerne. Mapuche lever stadig på stedet, og har udtrykt at de finder betegnelsen araucaner nedværdigende.

## Hjemsted
Abernes Skræk vokser i det sydlige Chile og det sydvestlige Argentina på Andesbjergenes skråninger i 600-1800 m højde. Her forekommer arten på vulkansk jord op mod skovgrænsen i ret tør jord, og den danner lysåbne, savanneagtige skove med stift, stridt græs og tørre, tornede buske imellem.
I Parque Nacional Conguillio findes den sammen med bl.a. to arter af Sydbøg (Nothofagus pumilio og N. dombeyii), Berberis empetrifolia, Chiliotrichum rosmarinifolium, Embotrium coccineum og Gaultheria pumila.

## Anvendelse
Hvis man vil forsøge sig med at dyrke dette særprægede træ, bør man finde en let skygget plads, som ikke er våd om vinteren. Træet må dækkes fuldstændigt hver vinter og forår de første 5-6 år efter udplantningen. Senere bliver det mere hårdført, men det tåler ikke megen barfrost, og beskæring må begrænses til det minimum, som skyldes tilbagefrosne grene.
Frøene er spiselige og sælges i Sydamerika under navnet "piñones". I træets hjemland bruger den oprindelige befolkning, mapuche, dets frugter som fødekilde. Træet er desuden helligt for dem.
- Conguillío National Park (en), Chile
- Caviahue, Argentina
- Abetræ i have i Gram
- bark
- Blade på ungt træ
- Skud
- Grønne kogler på træ i Gram
- Moden kogle